# Лаку ку Анини (Бузау)
Лаку ку Анини (рум. Lacu cu Anini) насеље је у Румунији у округу Бузау у општини Панатау. Oпштина се налази на надморској висини од 482 m.

## Становништво
Према подацима из 2002. године у насељу је живело 167 становника, од којих су сви румунске националности.